# 2020년 하계 올림픽 캄보디아 선수단
캄보디아는 2020년 하계 올림픽에 참가하였다. 본래 2020년 7월 24일부터 동년 8월 9일까지 참가하기로 되어 있었으나 코로나-19 범유행의 영향으로 2021년 7월 23일부터 동년 8월 8일까지 참가하게 되었다. 2020년 도쿄 하계 올림픽은 소련 붕괴 후의 하계 올림픽 참가 이후, 캄보디아의 7번째 참가다.

## 출전 선수
2020년 하계 올림픽에 참가한 선수들은 다음과 같다.
| 경기 | 남자 | 여자 | 총합 |
| ---- | ---- | ---- | ---- |
| 육상 | 1    | 0    | 1    |
| 수영 | 1    | 1    | 2    |
| 총합 | 2    | 1    | 3    |

### 육상

#### 남자
| 선수    | 세부 종목 | 1차 예선 | 1차 예선 | 2차 예선  | 2차 예선  | 준결선    | 준결선    | 결선      | 결선      |
| 선수    | 세부 종목 | 기록     | 순위     | 기록      | 순위      | 기록      | 순위      | 기록      | 최종 순위 |
| 소콩 펜 | 남자 100m | 11.02    | 6        | 진출 실패 | 진출 실패 | 진출 실패 | 진출 실패 | 진출 실패 | 진출 실패 |

### 수영
남자
| 선수    | 세부 종목       | 예선  | 예선 | 준결선    | 준결선    | 결선      | 결선      |
| 선수    | 세부 종목       | 기록  | 순위 | 기록      | 순위      | 기록      | 최종 순위 |
| 푸치 헴 | 남자 50m 자유형 | 24.91 | 52   | 진출 실패 | 진출 실패 | 진출 실패 | 진출 실패 |

여자
| 선수              | 세부 종목       | 예선  | 예선 | 준결선    | 준결선    | 결선      | 결선      |
| 선수              | 세부 종목       | 기록  | 순위 | 기록      | 순위      | 기록      | 최종 순위 |
| 분피크모라캇 케운 | 여자 50m 자유형 | 29.42 | 65   | 진출 실패 | 진출 실패 | 진출 실패 | 진출 실패 |

## 같이 보기
- 올림픽 캄보디아 선수단